# Capilla del Palacio de La Moneda
La Capilla del Palacio de La Moneda es un templo de origen católico ubicado en el primer piso del Palacio de La Moneda, la sede del Presidente de la República de Chile. Al ser Chile un Estado aconfesional desde 1925 y que asegura la libertad de culto a nivel constitucional, los diferentes credos que celebran actividades en su interior mantienen relaciones con el Gobierno de Chile a través de la Oficina Nacional de Asuntos Religiosos (ONAR).

## Historia
En los primeros planos del palacio, diseñados por el arquitecto italiano Joaquín Toesca, estaba contemplada la edificación de una capilla en su interior. En sus inicios, la capilla primitiva se encontraba en su actual ubicación, sin embargo, a lo largo de la historia fue trasladada a otros lugares por órdenes de distintos presidentes, como al Salón Rojo, siendo finalmente restaurada en su ubicación original, a un costado del Patio de Honor. Desde su inauguración en 1805, el superintendente de la Casa de Moneda, José Santiago Portales, asistía a la capilla junto a su familia y otros funcionarios del edificio para la misa diaria. En aquella época se encontraba bajo la tutela del Capellán de la Casa de Moneda, hasta que fue sustituido por el Capellán de la Presidencia bajo el gobierno de Manuel Montt. Fue durante su gobierno donde la misa celebrada en esta capilla tenía también un fuerte componente político, puesto que luego del ritual religioso, se procedía a un almuerzo y una tertulia con personas de influencia en la vida política, social, militar y económica del país, quienes eran personalmente invitados por el presidente.
El 2 de abril de 1987 y como parte de la visita papal de Juan Pablo II al país, el Pontífice fue invitado por Augusto Pinochet a visitar la capilla, donde realizó una oración y bendición de los presentes.
La capilla también ha sido el lugar para la celebración de ritos de la familia presidencial, como los matrimonios de rito católico de las hijas de los presidentes Manuel Montt y Arturo Alessandri Palma; mientras que Sebastián Piñera y la primera dama, Cecilia Morel, renovaron sus votos matrimoniales en 2018 al interior del palacio en una ceremonia dirigida por el capellán católico.

## Capellanías
El capellán católico del Palacio de Gobierno, es un título que existía desde la época del Chile colonial, quien además de dar misas, era confesor personal y asesor espiritual de los gobernantes del Reino de Chile, fungiendo también como consejero de los asuntos religiosos en los cuales se le llamaba formalmente a consulta. Este cargo se mantuvo luego de la independencia y luego de la separación Iglesia-Estado a partir de 1925, comenzando a tener menores atribuciones, pasando a ser un cargo protocolar sin influencia directa en la toma de decisiones políticas. En la actualidad existen tres capellanías que comparten el mismo templo, dos cristianas y una judía. Los capellanes pueden ser designados por sus respectivos credos, pero deben ser ratificados por el Presidente de la República, quien también tiene plena facultad de removerlos de su cargo en cualquier momento durante su mandato. Las tres capellanías son las siguientes: 
• Capellanía Católica: la primera capellanía existente desde la construccción del Palacio.  

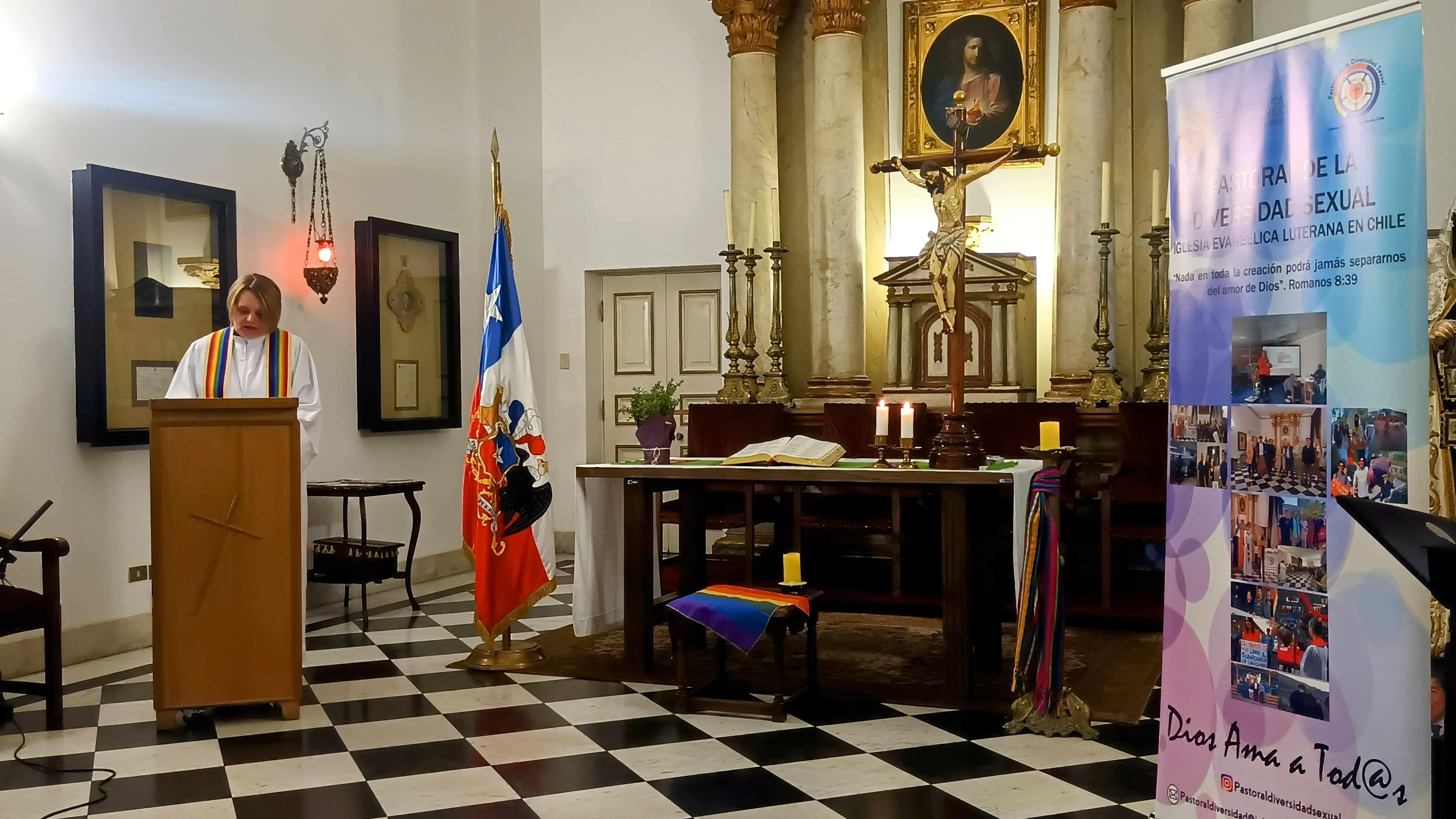
La Pastora Sandra Rozenberga-Saavedra oficiando la Liturgia Luterana contra la Homofobia (mayo de 2024)

• Capellanía Evangélica: creada el 13 de diciembre de 2001 por Ricardo Lagos para incorporar al pueblo evangélico — la minoría religiosa de mayor número del país — en las ceremonias protocolares religiosas del Palacio, dándole un sentido ecuménico a la capilla. El primer pastor designado como capellán fue Neftalí Aravena, Obispo de la Iglesia Metodista de Chile. El 17 de mayo de 2023 se celebró en la capilla por parte de la Pastoral de la Diversidad Sexual de la Iglesia Evangélica Luterana en Chile (IELCH), la primera Liturgia contra la Homofobia dentro del marco de las celebraciones por el Día Internacional contra la Homofobia, la Transfobia y la Bifobia.
• Capellanía Judía: la más reciente capellanía creada en 2012 bajo el primer gobierno de Sebastián Piñera, para representar a la comunidad de judíos en Chile, estadísticamente la religión minoritaria más numerosa en el país fuera del cristianismo, siendo nombrado para este propósito al rabino Eduardo Waingortin como primer Capellán Judío de La Moneda.

## Componentes

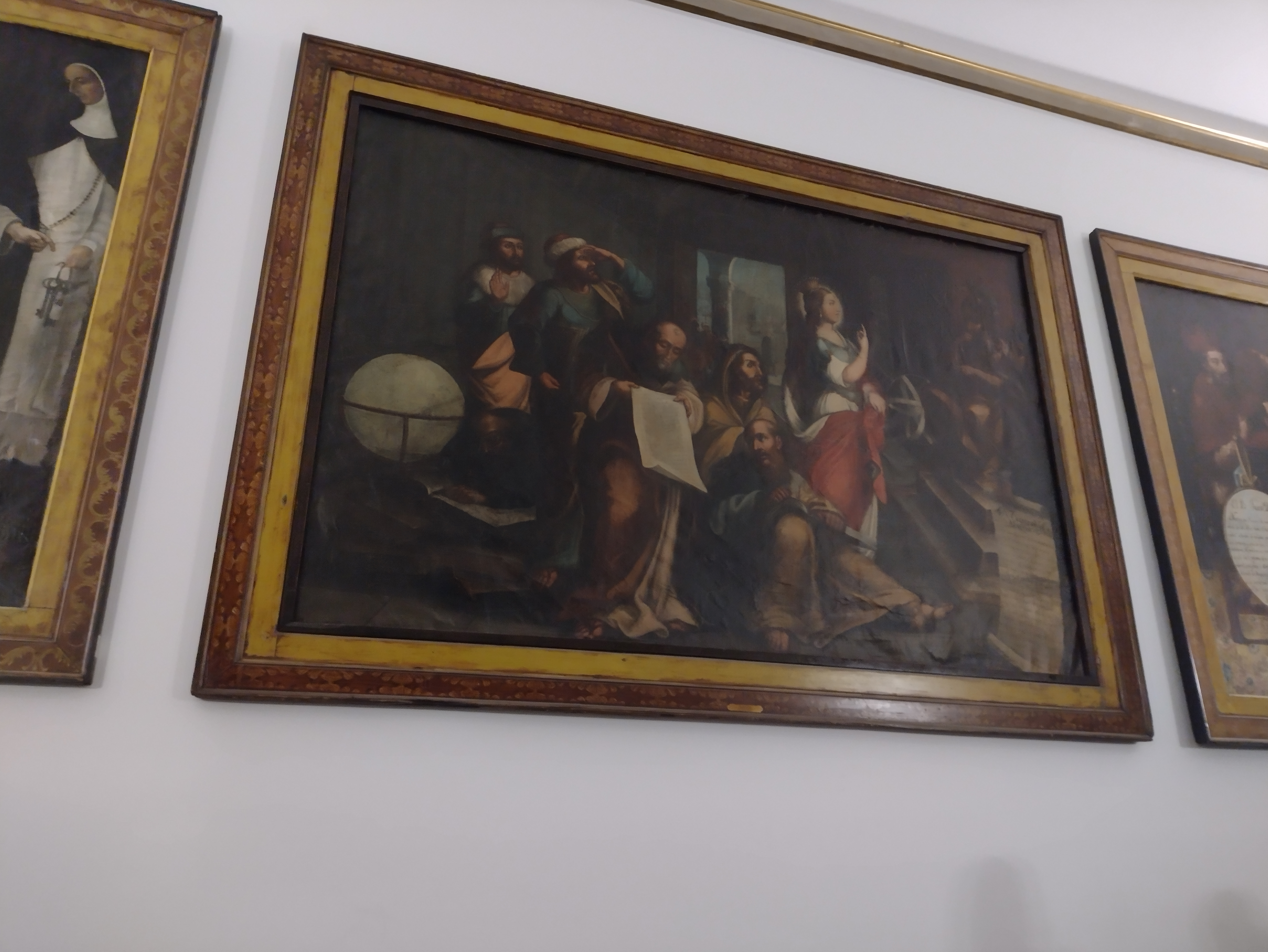
Obras ornamentales de los muros de la capilla, pertenecientes a la colección El Santoral Dominico

La capilla posee un altar hecho de madera policromada que imita al mármol. Del mismo material es la figura del Cristo crucificado que data del siglo XVIII.Asimismo, a un costado del altar se encuentra desde 2016 una imagen de la Virgen del Carmen de Chile. La ornamentación de los muros fue hecha en 1808 por Juan José de Goycolea, el discípulo de Toesca que concluyó las obras no finalizadas al interior del Palacio. Consta de cuatro cuadros de gran tamaño traídos desde Quito, pintados por los Hermanos Cabrera y que actualmente forman parte de la colección El Santoral Dominico, perteneciente a la Orden de Predicadores.